# Unione Calcio Sampdoria 2003-2004
Questa voce raccoglie le informazioni riguardanti l'Unione Calcio Sampdoria nelle competizioni ufficiali della stagione 2003-2004.

## Stagione
Nella stagione 2003-2004 con il ritorno in Serie A, la Sampdoria del confermato Walter Novellino, si è classificata in ottava posizione con 46 punti in campionato, mancando per quattro punti, con un calo nella parte finale del torneo, che è costato la qualificazione alla Coppa UEFA. Due sampdoriani in doppia cifra in campionato, Fabio Bazzani con 13 reti, e Francesco Flachi autore di 11 centri. Nella Coppa Italia la squadra blucerchiata ha eliminato nel doppio confronto del secondo turno la Pro Patria, mentre nel secondo turno è uscita per mano del Milan, che si è imposto con due vittorie.

## Rosa
| N. |                                | Ruolo | Calciatore          |
| -- | ------------------------------ | ----- | ------------------- |
| 1  | Italia (bandiera)              | P     | Luigi Turci         |
| 3  | Italia (bandiera)              | D     | Stefano Bettarini   |
| 4  | Italia (bandiera)              | C     | Sergio Volpi        |
| 5  | Italia (bandiera)              | D     | Moris Carrozzieri   |
| 7  | Italia (bandiera)              | D     | Maurizio Domizzi    |
| 7  | Italia (bandiera)              | A     | Giacomo Cipriani    |
| 8  | Italia (bandiera)              | A     | Corrado Colombo     |
| 9  | Italia (bandiera)              | A     | Fabio Bazzani       |
| 10 | Italia (bandiera)              | A     | Francesco Flachi    |
| 11 | Italia (bandiera)              | A     | Massimo Marazzina   |
| 13 | Giappone (bandiera)            | A     | Atsushi Yanagisawa  |
| 14 | Italia (bandiera)              | D     | Mirko Conte         |
| 15 | Camerun (bandiera)             | C     | Francis Zé          |
| 17 | Italia (bandiera)              | C     | Angelo Palombo      |
| 18 | Serbia e Montenegro (bandiera) | C     | Bratislav Živković  |
| 19 | Italia (bandiera)              | D     | Giulio Falcone      |
| 21 | Italia (bandiera)              | P     | Francesco Antonioli |

| N. |                                | Ruolo | Calciatore              |
| -- | ------------------------------ | ----- | ----------------------- |
| 22 | Italia (bandiera)              | P     | Emanuele Bianchi        |
| 20 | Italia (bandiera)              | D     | Alessandro Grandoni     |
| 20 | Italia (bandiera)              | C     | Biagio Pagano           |
| 23 | Italia (bandiera)              | D     | Aimo Diana              |
| 24 | Italia (bandiera)              | A     | Antonio Floro Flores    |
| 25 | Serbia e Montenegro (bandiera) | D     | Nenad Sakić             |
| 26 | Italia (bandiera)              | C     | Francesco Pedone        |
| 27 | Italia (bandiera)              | C     | Cristiano Doni          |
| 28 | Camerun (bandiera)             | C     | Thomas Job              |
| 29 | Italia (bandiera)              | C     | Massimo Donati          |
| 31 | Italia (bandiera)              | C     | Giampaolo Calzi         |
| 72 | Italia (bandiera)              | D     | Stefano Sacchetti       |
| 82 | Italia (bandiera)              | D     | Luca Antonini           |
| 77 | Italia (bandiera)              | D     | Cristian Zenoni         |
| 85 | Italia (bandiera)              | A     | Francesco Virdis        |
| 97 | Italia (bandiera)              | C     | Fabian Natale Valtolina |

## Calciomercato

### Sessione estiva(dall'1/7 al 31/8)
| Acquisti | Acquisti | Acquisti | Acquisti |
| R.       | Nome     | da       | Modalità |
| -------- | -------- | -------- | -------- |
|          |          |          |          |

| Cessioni | Cessioni | Cessioni | Cessioni |
| R.       | Nome     | a        | Modalità |
| -------- | -------- | -------- | -------- |
|          |          |          |          |

### Sessione invernale(dal 3/1 al 31/1)
| Acquisti | Acquisti             | Acquisti | Acquisti |
| R.       | Nome                 | da       | Modalità |
| -------- | -------------------- | -------- | -------- |
| C        | Biagio Pagano        | Atalanta | prestito |
| A        | Giacomo Cipriani     | Piacenza | prestito |
| A        | Antonio Floro Flores | Napoli   | prestito |

| Cessioni | Cessioni            | Cessioni | Cessioni |
| R.       | Nome                | a        | Modalità |
| -------- | ------------------- | -------- | -------- |
| D        | Maurizio Domizzi    | Modena   | prestito |
| D        | Alessandro Grandoni | Modena   | prestito |
| A        | Corrado Colombo     | Piacenza | prestito |
| A        | Massimo Marazzina   | Modena   | prestito |

### Serie A

#### Girone di andata
| Arbitro: | De Santis (Roma) |

|                         |           |                       |
| Cozza 5’ Di Michele 41’ | Marcatori | 64’ Bazzani 73’ Diana |

| Arbitro: | Messina (Bergamo) |

|             |           |                                    |
| Bazzani 73’ | Marcatori | 8’ S. Inzaghi 64’ (rig.) Albertini |

| Milano 21 settembre 2003 3ª giornata | Inter               | 0 – 0 referto | Sampdoria | Stadio Giuseppe Meazza\| Arbitro: \| Collina (Viareggio) \| |
| Arbitro:                             | Collina (Viareggio) |               |           |                                                             |

| Arbitro: | Saccani (Mantova) |

|                               |           |           |
| Bazzani 88’ Flachi 90’ (rig.) | Marcatori | 69’ Mauri |

| Arbitro: | Cassarà (Palermo) |

|             |           |  |
| Adriano 19’ | Marcatori |  |

| Arbitro: | Trefoloni (Siena) |

|            |           |           |
| Amauri 24’ | Marcatori | 60’ Diana |

| Arbitro: | Rosetti (Torino) |

|  |           |                                    |
|  | Marcatori | 38’ Tomasson 59’, 90+2’ Shevchenko |

| Arbitro: | Farina (Novi Ligure) |

|  |           |          |
|  | Marcatori | 33’ Doni |

| Arbitro: | Dondarini (Finale Emilia) |

|                      |           |  |
| Bazzani 22’ Doni 27’ | Marcatori |  |

| Lecce 22 novembre 2003 10ª giornata | Lecce             | 0 – 0 referto | Sampdoria | Stadio Via del Mare\| Arbitro: \| Rizzoli (Bologna) \| |
| Arbitro:                            | Rizzoli (Bologna) |               |           |                                                        |

| Arbitro: | Cassarà (Palermo) |

|                        |           |  |
| Bazzani 66’ Flachi 89’ | Marcatori |  |

| Arbitro: | Brighi (Cesena) |

|                       |           |              |
| Flachi 1’ Bazzani 73’ | Marcatori | 39’ D'Aversa |

| Arbitro: | Rodomonti (Roma) |

|                                            |           |                                     |
| Ignoffo 39’ Margiotta 55’ Gio. Tedesco 58’ | Marcatori | 16’, 89’ Flachi 60’ (aut.) Tardioli |

| Arbitro: | Collina (Viareggio) |

|             |           |            |
| Bazzani 50’ | Marcatori | 22’ Kamara |

| Arbitro: | Ayroldi (Molfetta) |

|  |           |            |
|  | Marcatori | 57’ Flachi |

| Arbitro: | Trefoloni (Torino) |

|            |           |                             |
| Flachi 56’ | Marcatori | 24’ Camoranesi 74’ A. Conte |

| Arbitro: | Ayroldi (Molfetta) |

|                          |           |            |
| Carew 10’ Totti 60’, 67’ | Marcatori | 6’ Bazzani |

#### Girone di ritorno
| Arbitro: | Cassarà (Palermo) |

|                  |           |  |
| Bazzani 45’, 47’ | Marcatori |  |

| Arbitro: | Saccani (Mantova) |

|           |           |             |
| Fiore 10’ | Marcatori | 85’ Bazzani |

| Arbitro: | Paparesta (Bari) |

|                              |           |                   |
| Cipriani 57’ Doni 86’ (rig.) | Marcatori | 31’, 78’ C. Vieri |

| Arbitro: | Gabriele (Frosinone) |

|                  |           |          |
| A. Caracciolo 6’ | Marcatori | 57’ Doni |

| Arbitro: | Farina (Novi Ligure) |

|                  |           |                             |
| Floro Flores 82’ | Marcatori | 59’ Gilardino 74’ Bresciano |

| Arbitro: | Bolognino (Milano) |

|           |           |  |
| Diana 50’ | Marcatori |  |

| Arbitro: | Trefoloni (Siena) |

|                                   |           |          |
| Pirlo 17’ F. Inzaghi 35’ Kaká 49’ | Marcatori | 27’ Doni |

| Arbitro: | Gabriele (Frosinone) |

|                                        |           |                       |
| Volpi 9’ (rig.) Diana 28’ Cipriani 50’ | Marcatori | 10’ Signori 69’ Nervo |

| Arbitro: | Collina (Viareggio) |

|              |           |                    |
| Rocchi 90+2’ | Marcatori | 18’ (aut.) Belleri |

| Arbitro: | Gabriele (Frosinone) |

|                |           |                                  |
| Flachi 8’, 42’ | Marcatori | 37’ (rig.) Chevanton 90+1’ Konan |

| Arbitro: | Preschern (Mestre) |

|  |           |             |
|  | Marcatori | 19’ Bazzani |

| Siena 10 aprile 2004 29ª giornata | Siena           | 0 – 0 referto | Sampdoria | Stadio Artemio Franchi\| Arbitro: \| Dattilo (Locri) \| |
| Arbitro:                          | Dattilo (Locri) |               |           |                                                         |

| Arbitro: | Bolognino (Milano) |

|                           |           |                            |
| Diana 39’ Flachi 45’, 87’ | Marcatori | 47’ Zé Maria 85’ Ravanelli |

| Arbitro: | Saccani (Mantova) |

|            |           |  |
| Kamara 59’ | Marcatori |  |

| Arbitro: | Palanca (Roma) |

|             |           |                                                 |
| Bazzani 51’ | Marcatori | 28’ Jankulovski 58’ (rig.) Pizarro 87’ Iaquinta |

| Arbitro: | Morganti (Ascoli Piceno) |

|                             |           |  |
| Legrottaglie 37’ Appiah 44’ | Marcatori |  |

| Genova 16 maggio 2004 34ª giornata | Sampdoria           | 0 – 0 referto | Roma | Stadio Luigi Ferraris\| Arbitro: \| Castellani (Verona) \| |
| Arbitro:                           | Castellani (Verona) |               |      |                                                            |

### Coppa Italia

#### Turni preliminari
| Arbitro: | Girardi (San Donà di Piave) |

|  |           |              |
|  | Marcatori | 27’ Antonini |

| Arbitro: | Nucini (Bergamo) |

|                                  |           |  |
| Marazzina 6’ Doni 10’ Zenoni 78’ | Marcatori |  |

#### Fase finale
| Arbitro: | Dondarini (Finale Emilia) |

|  |           |                  |
|  | Marcatori | 79’ (aut.) Conte |

| Arbitro: | Dattilo (Locri) |

|             |           |  |
| Inzaghi 13’ | Marcatori |  |

## Statistiche

### Statistiche di squadra
| Competizione | Punti | In casa | In casa | In casa | In casa | In casa | In casa | In trasferta | In trasferta | In trasferta | In trasferta | In trasferta | In trasferta | Totale | Totale | Totale | Totale | Totale | Totale | DR |
| Competizione | Punti | G       | V       | N       | P       | Gf      | Gs      | G            | V            | N            | P            | Gf           | Gs           | G      | V      | N      | P      | Gf     | Gs     | DR |
| ------------ | ----- | ------- | ------- | ------- | ------- | ------- | ------- | ------------ | ------------ | ------------ | ------------ | ------------ | ------------ | ------ | ------ | ------ | ------ | ------ | ------ | -- |
| Serie A      | 46    | 17      | 9       | 4       | 4       | 26      | 23      | 17           | 2            | 9            | 6            | 14           | 19           | 34     | 11     | 13     | 10     | 40     | 42     | -2 |
| Coppa Italia | -     | 2       | 1       | 0       | 1       | 3       | 1       | 2            | 1            | 0            | 1            | 1            | 1            | 4      | 2      | 0      | 2      | 4      | 2      | +2 |
| Totale       | -     | 19      | 10      | 4       | 5       | 29      | 24      | 19           | 3            | 9            | 7            | 15           | 20           | 38     | 13     | 13     | 12     | 44     | 44     | 0  |